# Hyolyn
Kim Hyo-jung (em coreano:  김효정; 11 de janeiro de 1990), mais conhecida pelo seu nome artístico Hyolyn, (em coreano:  효린) também escrito como Hyorin, é uma cantora, rapper, dançarina e empresária sul-coreana. Ela é líder do girl group sul-coreano Sistar, da subunidade Sistar19, e hoje também CEO da agência Bridʒ (em inglês:  Bridge).

## Primeiros anos
Hyolyn nasceu em 11 de Janeiro de 1990, em Incheon, na Coreia do Sul. Seu pai é oficial aposentado da Marinha. Nascida prematuramente, a infância de Hyolyn foi complicada por uma forma grave de atresia biliar, que levou a várias cirurgias e a eventual perda de sua vesícula biliar. Ela explicou no programa de TV Strong Heart em 2011, que ela cresceu como uma criança doente, mas desde então recuperou a maior parte de sua saúde. Hyolyn tem uma irmã mais nova, Kim Hye-jung.
Hyolyn afirmou que ela amava cantar e dançar desde a infância e que ninguém estava por perto para ajudá-la, então ela começou a fazer audições por conta própria. Ela fez o teste para a JYP Entertainment duas vezes antes de ser aceita e ficar em primeiro lugar nas audições. Ela estava programada para estrear em um grupo com a Jieun do Secret, a Hani do EXID e a Uji do Bestie. No entanto, os planos para a sua estréia foram cancelados. Hyolyn então deixou a JYP e se juntou à Starship Entertainment, fazendo um teste com um cover de "Hurt" de Christina Aguilera.

## Carreira

### 2010–11: Estreia com Sistar e Sistar19
Em 3 de junho de 2010, Hyolyn fez sua estréia como membro do Sistar no Music Bank da KBS com seu single de estréia, "Push Push".
No início de 2011, Hyolyn e a membro do grupo Bora, formaram a subunidade Sistar19. Elas lançaram o single de sucesso "Ma Boy" em 2011. Em 17 de outubro de 2011, Hyolyn lançou o single "Ma Boy 2", com participação de Electroboyz. Seu primeiro EP ,Gone Not Around Any Longer, com uma faixa título com o mesmo nome, foi lançado em janeiro de 2013 e foi recebido com sucesso em várias paradas musicais.

### 2012–14: Primeiro drama e estréia solo comLove & Hate

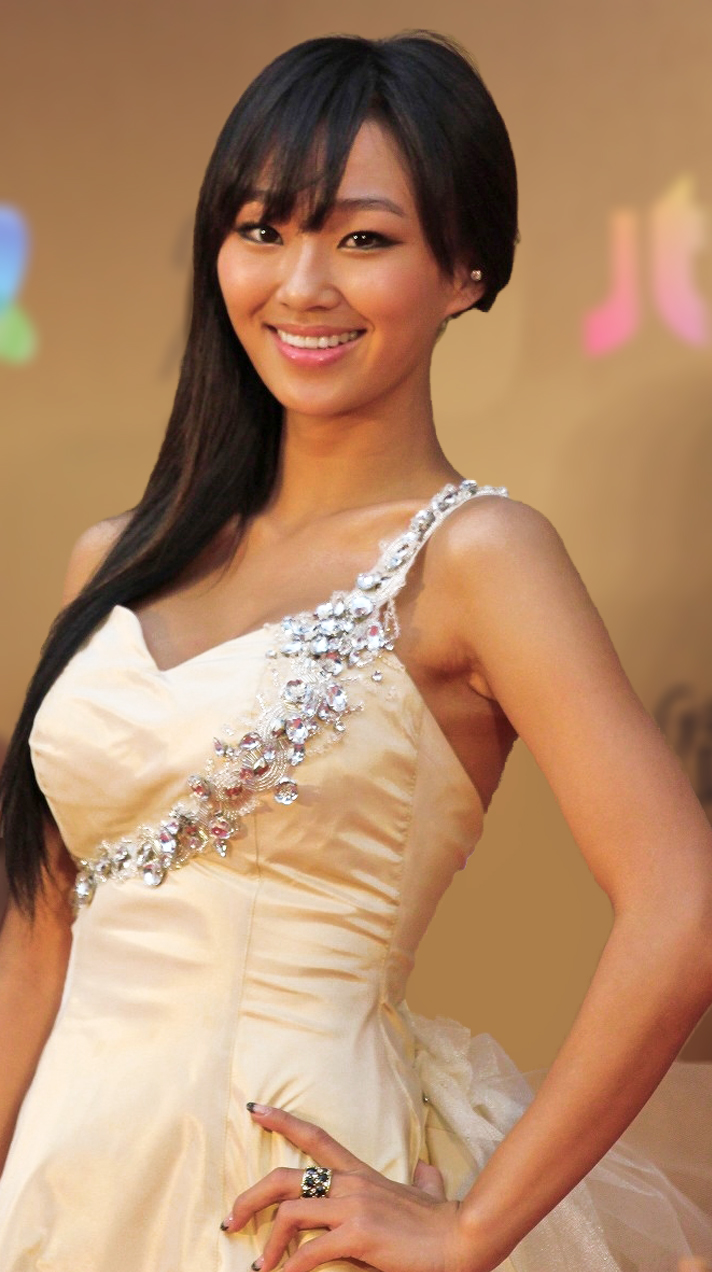
Hyolyn no Golden Disk Awards 2013

Em 2012, Hyolyn estrelou o drama KBS Dream High Season 2 como Nana, uma famosa integrante do grupo de garotas Hershe. Ela se juntou a Ailee e Jiyeon de T-ara para a música "Superstar" para a trilha sonora.
Em agosto de 2013, Hyolyn cantou uma OST para o drama da SBS, Master's Sun, intitulado "You Make Me Go Crazy". Em 22 de novembro, ela dividiu o palco com Stevie Wonder para uma apresentação especial de "I Just Called to Say I Love You" no Mnet Asian Music Awards 2013, um dos maiores prêmios de música da Coréia do Sul. Hyolyn fez sua estréia solo em 26 de novembro com o álbum Love & Hate. O álbum continha duas faixas-título, "Lonely" e "One Way Love", apresentando os rappers coreanos Mad Clown, Zico do Block B, Dok2, Lil Boi do Geeks, e algumas faixas produzidas por Brave Brothers e Kim Do-hoon. Ambos os singles do álbum tiveram sucesso. Com "One Way Love" conquistou o primeiro lugar em vários shows, e ficou em primeiro lugar na Weekly Digital Chart da Gaon e no K-Pop Hot 100 da Billboard. Com "Lonely" caiu ao quarto lugar. Em 31 de dezembro, o videoclipe da versão coreana de "Let It Go" para a animação da Disney, Frozen, cantada por Hyolyn, foi revelado.
Em janeiro de 2014, Hyolyn lançou um OST para o drama My Love from the Star intitulado "Goodbye". Em 28 de março, a Starship Entertainment anunciou em sua conta no Twitter que Hyolyn apresentaria a faixa de retorno de Mad Clown, "Without You", lançada em 3 de abril. Ela também participou do retorno do rapper MC Mong para a cena coreana depois de cinco anos com o álbum Miss Me ou Diss Me, lançado em 3 de novembro. Em 20 de novembro, ela colaborou com o cantor e compositor Jooyoung, com uma faixa intitulada "Erase" que chegou em nono lugar na tabela do Gaon Weekly. Hyolyn foi a primeira cantora a participar do especial Chuseok do show de variedades de música I Am a Singer, que foi ao ar em 9 de setembro. Ela ficou em segundo lugar no geral.

### 2015–2016:Unpretty Rapstar 2eIt's Me

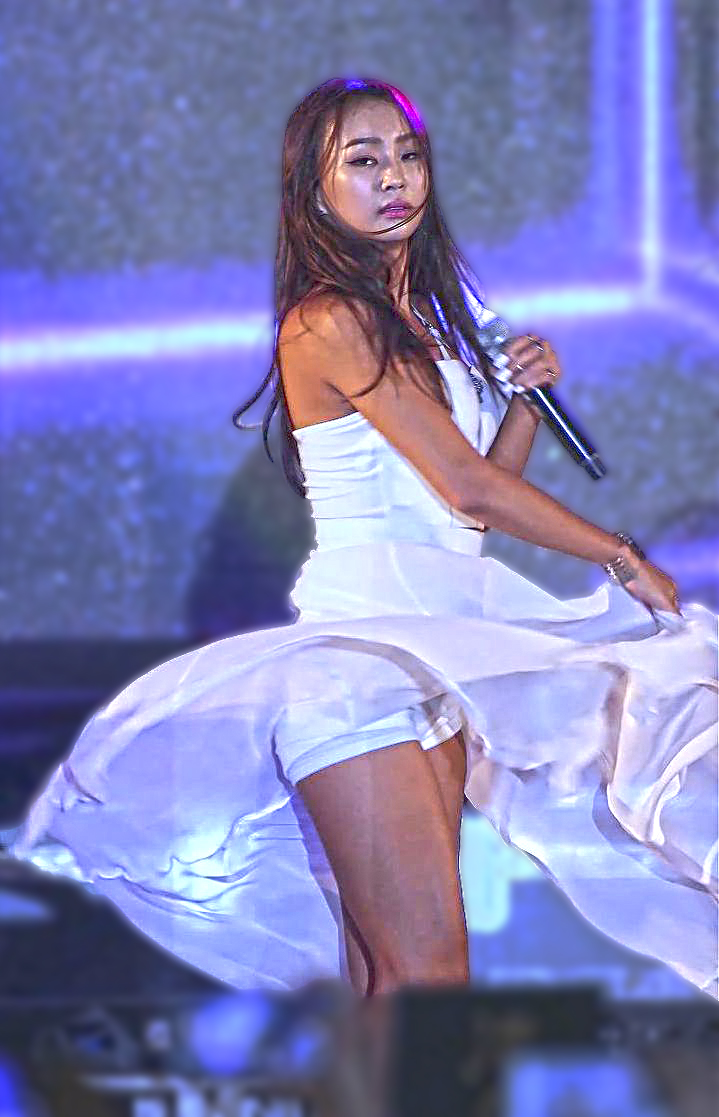
Hyolyn no Daegu Chimac Festival 2016

Em 13 de janeiro, foi revelado que Hyolyn iria se juntar ao I Am a Singer Season 3, da MBC, como o primeiro cantor ídolo a se apresentar no programa. Ela foi a primeira concorrente eliminada do show, mas ainda impressionou os espectadores com suas escolhas de músicas, especialmente sua versão emocional da balada clássica de Lee Sun-hee, "Fate", que levou o público às lágrimas. Em 2 de abril, Hyolyn se juntou a sua companheira de grupo Soyou para cobrir a canção de K.Will "Growing" como o projeto de capa da Starship Entertainment. Em 17 de agosto, foi revelado que Hyolyn iria se juntar à Unpretty Rapstar 2. Hyolyn lançou sua faixa de semifinal do "Unpretty Rapstar", "My Love", com Basick em 6 de novembro de 2015. Ela terminou o show em terceiro lugar. Em 14 de dezembro, Hyolyn, Jooyoung e Bumkey colaboraram com a equipe de produção Da Internz na música "Love Line". Em 16 de dezembro, ela lançou um OST para o filme O Pequeno Príncipe chamado "Turnaround", junto com um videoclipe.
Em 6 de março de 2016, Hyolyn participou da competição de canto King of Mask Singer, onde ficou em segundo lugar. Em 17 de junho, Hyolyn foi uma concorrente do Duet Song Festival, onde ela e seu parceiro, Lee Na-hyun, ficaram em segundo lugar com "Sofa", do cantor de R & B Crush. No dia 15 de julho, Hyolyn lançou um OST para "Uncontrollably Fond", do KBS2, intitulado "I Miss You". Em 21 de outubro, ela participou de uma música com Far East Movement e Gill Chang intitulada "Umbrella". Depois de relatos anteriores de que Hyolyn iria lançar seu primeiro EP, uma agenda oficial revelou a data de lançamento em 8 de novembro, e também mostrou as características do rapper Dok2 e do cantor Jay Park para as faixas "Love Like This" e "One Step". O EP, intitulado It's Me, foi lançado, com a faixa-título "Paradise".

### 2017–presente: Colaborações, disband do Sistar e Bridʒ
Hyolyn participou do OST para "Hwarang", lançado em 9 de janeiro de 2017. Em 14 de abril de 2017, a Starship Entertainment lançou uma faixa de colaboração com Hyolyn e o rapper Changmo, intitulado "Blue Moon", uma faixa de dança eletrônica de ritmo médio produzida pela Groovy Room. A faixa obteve sucesso em streaming, downloads digitais e, após seu lançamento, alcançou as melhores classificações de vários gráficos em tempo real, incluindo Bugs, Genie e Soribada. Ela ficou em terceiro lugar no Gaon Weekly Digital Chart e recebeu indicações para "Melhor Colaboração" no Mnet Asian Music Awards de 2017 e "Digital Music" na 32ª premiação anual do Golden Disk Awards. Após sete anos como um grupo, foi anunciado em 23 de maio de 2017, que Sistar iria se separar. A faixa final, intitulada "Lonely", foi lançada em 31 de maio, subindo ao topo das paradas, atingindo o primeiro lugar do Gaon Weekly Digital Chart. Foi nomeado para "Melhor Canção de R & B / Soul" no Melon Music Awards de 2017. A Groovy Room produziu faixa "Fruity", com Hyolyn e Kisum, que foi lançada em 29 de junho. Em 25 de agosto, o OST de Hyolyn para Live Up to Your Name da tvN, intitulado "Always", foi lançado.
Em 9 de setembro de 2017, Hyolyn enviou uma carta manuscrita na sua conta pessoal no Instagram, afirmando que ela havia decidido deixar a Starship Entertainment e começaria de novo sem uma agência. No final de 2017, Hyolyn apareceu em dois episódios da transmissão de música Fantastic Duo 2, competindo contra Jinusean e colaborando ao lado do popular grupo GOT7 com uma versão de sua faixa de sucesso, "Blue Moon".
Não muito depois de Hyolyn anunciar sua saída da Starship Entertainment, ela fundou sua própria gravadora, Bridʒ. Ela explicou em um comunicado oficial em 13 de novembro de 2017, que o nome da empresa, pronunciado "Bridge", era para simbolizar a ponte que ela espera construir entre o público e todas as formas de produção musical, exatamente como a ponte em uma música conecta-se ao clímax da música.
Nos meses seguintes, Hyolyn emprestou sua voz a duas faixas OST separadas; "Wind 시계 (Wind Up Watch)" para o drama Black Knight: The Man Who Guards Me, lançado em 20 de dezembro de 2017, e "D 꿈 처럼 (Dreamy Love)" para o drama Money Flower, lançado em 13 de janeiro de 2018. Foi nessa época que Hyolyn também começou a se preparar para seu retorno à indústria da música, que foi anunciado oficialmente em 22 de janeiro de 2018. Perto do final do mês, ela anunciou seu plano para revelar um projeto de três partes composto por três singles separados, começando com seu ritmo médio, single acústico-pop "내일 할래 (To Do List)", lançado em 06 de fevereiro de 2018.
Em 28 de fevereiro, Hyolyn apareceu na faixa de pré-lançamento do GOT7 "One 하나만 (One and Only You)", um single do álbum de estúdio lançado posteriormente, Eyes On You. Em 23 de abril de 2018, ela revelou o segundo single de seu projeto de três partes, intitulado "달리 (Dally)", com o rapper e produtor coreano, Gray. A música é uma faixa animada, com vocais de R & B-pop e percussão de hip hop. Tanto Hyolyn quanto Gray participaram das letras e da produção. Para o videoclipe da música, Hyolyn, juntamente com outros quatro dançarinos, realizou danças da coreógrafa americana Aliya Janell. O videoclipe ganhou mais de um milhão de visualizações em menos de 24 horas de lançamento. O último single do seu projeto de três partes, titulado "바다보러갈래 (See Sea)", foi lançado em 19 de julho de 2018. Seu próximo single, "BAE", foi lançado em 14 de agosto de 2018. Hyolyn colaborou com Melanie Fontana no single de nome "니가 더 잘 알잖아 (youknowbetter)", que foi lançado no dia 22 de maio de 2019. Ela começou seu primeiro tour mundial solo, "2019 Hyolyn 1st World Tour [TRUE]", em Berlin no dia 29 de maio. O tour vai da Europa, Oriente Médio à Asia, terminando com um concerto em Tokyo no dia 30 de junho.
No dia 19 de agosto de 2020, Hyolyn lançou seu 2º Mini Álbum "Say My Name" com uma faixa-título de mesmo nome. O álbum traz a canção "9Lives", uma canção autobiográfica, cuja performance foi elogiada por sua expressão artística da história. "Say My Name" também inclui os singles previamente lançados "Dally", "See Sea" e "BAE".

## Discografia
- 2013: Love & Hate

## Filmografia

### Aparições na TV
| Ano  | Título                          | Papel     |
| ---- | ------------------------------- | --------- |
| 2010 | MBC Bouquet Ep 19               | Ela mesma |
| 2010 | KBS2 100 Points Out Of 100 Ep 1 | Ela mesma |
| 2011 | Strong Heart Ep 67              | Ela mesma |
| 2011 | Running Man Ep 75               | Ela mesma |
| 2012 | Pit-a-Pat Shake                 | Ela mesma |
| 2012 | Running Man Ep 95               | Ela mesma |

### Dramas de televisão
| Ano  | Título       | Papel |
| ---- | ------------ | ----- |
| 2012 | Dream High 2 | Nana  |

## Prêmios e indicações
| Cerimônia de premiação                  | Ano  | Categoria                                         | Trabalho nomeado                             | Resultado |
| --------------------------------------- | ---- | ------------------------------------------------- | -------------------------------------------- | --------- |
| APAN Music Awards                       | 2020 | Women's Solo Popularity Award                     | Hyolyn                                       | Indicado  |
| Golden Disc Awards                      | 2018 | Digital Music Award                               | "Blue Moon" (com Changmo)                    | Indicado  |
| Korea Drama Awards                      | 2012 | Best New Actress                                  | Dream High 2                                 | Indicado  |
| Korea Drama Awards                      | 2014 | Best Original Soundtrack                          | "Hello, Goodbye" — My Love from the Star OST | Indicado  |
| Korea First Brand Awards                | 2019 | Most Anticipated Female Solo Artist               | Hyolyn                                       | Indicado  |
| Mnet Asian Music Awards                 | 2014 | Best Female Artist                                | Hyolyn                                       | Indicado  |
| Mnet Asian Music Awards                 | 2014 | Best Dance Performance Solo                       | Love & Hate                                  | Indicado  |
| Mnet Asian Music Awards                 | 2014 | UnionPay Song of the Year                         | Love & Hate                                  | Indicado  |
| Mnet Asian Music Awards                 | 2014 | UnionPay Artist of the Year                       | Hyolyn                                       | Indicado  |
| Mnet Asian Music Awards                 | 2017 | Mnet Asian Music Award for Best Collaboration     | "Blue Moon" (com Changmo)                    | Indicado  |
| Mnet Asian Music Awards                 | 2017 | Qoo10's Artist of the Year                        | Hyolyn                                       | Indicado  |
| Mnet Asian Music Awards                 | 2018 | Mnet Asian Music Award for Best Collaboration     | "Dally" (com GRAY)                           | Indicado  |
| Mnet Asian Music Awards                 | 2018 | Mnet Asian Music Award for Best Dance Performance | "Dally" (com GRAY)                           | Indicado  |
| Mnet Asian Music Awards                 | 2018 | Mnet Asian Music Award for Song of the Year       | "Dally" (com GRAY)                           | Indicado  |
| Seoul International Drama Awards        | 2014 | Outstanding Korean Drama OST                      | "Crazy of You" — Master's Sun OST            | Indicado  |
| Seoul International Youth Film Festival | 2014 | Best OST by a Female Artist                       | "Crazy of You" — Master's Sun OST            | Indicado  |
| World Music Awards                      | 2014 | World's Best Song                                 | "Hello, Goodbye" — My Love from the Star OST | Indicado  |
| World Music Awards                      | 2014 | World's Best Song                                 | Love & Hate                                  | Indicado  |
| World Music Awards                      | 2014 | World's Best Video                                | Love & Hate                                  | Indicado  |
| World Music Awards                      | 2014 | World's Best Female Artist                        | Hyolyn                                       | Indicado  |
| World Music Awards                      | 2014 | World's Best Live Act                             | Hyolyn                                       | Indicado  |
| World Music Awards                      | 2014 | World's Best Entertainer of the Year              | Hyolyn                                       | Indicado  |